# Bánh gừng
Bánh gừng là món ăn của người Khmer vùng đồng bằng sông Cửu Long trong các dịp lễ tết như Chol Chnam Thmay (mừng năm mới), Prôn-chung-bân (lễ cúng ông bà tổ tiên), Ok Om Bok (lễ cúng trăng).

## Nguyên liệu
Nguyên liệu của món ăn này rất dễ tìm thấy ở bất cứ nơi nào, bao gồm bột nếp, bột nang mực, trứng gà, gừng, nước chanh tươi, đường cát trắng.

## Sơ chế
Đường cát trắng cho lên bếp thắng đến khi có màu vàng óng. Kế tiếp, đập trứng vào trong thố, cho bột nang mực và nước chanh đã chuẩn bị sẵn, đánh đều tay cho đến khi trứng dậy lên thì cho bột nếp vào. Sau đó, trộn hỗn hợp này cho đều, dùng tay sạch nhào bột cho tới khi có thể nắn bột thành những hình thù đặc trưng như củ gừng.

## Cách chế biến
Bắt nồi bằng lên bếp để nóng rồi đổ dầu vào, dùng nồi bằng sẽ làm cho hình thù bánh này đẹp hơn. Khi dầu sôi, gắp bánh thả vào chiên vàng, sau đó đem nhúng vào đường đã thắng sền sệt tạo thành lớp áo mỏng bên ngoài, sau đó đem ra phơi nắng.

## Trình bày
Trong các ngày lễ hội, chiếc bánh được ghim vào các que tre, cắm xung quanh chiếc trụ tròn bằng gỗ hoặc đất sét trang trí hoa văn sặc sỡ bằng giấy màu rồi đem lên trưng bàn thờ. Khi thưởng thức, bánh rất giòn, có vị béo của trứng và kèm theo vị ngọt của đường.